# Segue 2
Segue 2 — карликовая сфероидальная галактика в созвездии Овен, обнаруженная в 2007 году по данным, полученным Слоановским цифровым обзором неба. Галактика находится на расстоянии около 35 кпк (или около 114155 световых лет) от Солнца и движется в сторону Солнца со скоростью 40 км/с. Она классифицируется как карликовая сфероидальная галактика (dSph), это означает, что она имеет приблизительно круглую форму с радиусом около 34 пк.
Segue 2 является одной из самых маленьких и тусклых галактик-спутников Млечного Пути — её интегральная светимость в 800 раз больше, чем Солнца (абсолютная звёздная величина примерно −2.5), что значительно меньше, чем светимость большинства шаровых скоплений и в 20 млрд раз слабее светимости Млечного Пути. Однако масса галактики — около 550000 солнечных масс — является существенной, соответствующей соотношению масса-светимость примерно 650.
Звёздное население Segue 2 состоит в основном из очень старых звёзд, сформированных более 12 миллиардов лет назад. Металличность этих старых звёзд также очень низкая — [Fe/H]<-2, то есть, они содержат по крайней мере в 100 раз меньше тяжёлых элементов, чем Солнце. Звезды Segue 2, вероятно, были одними из первых сформированных звёзд во Вселенной. В настоящее время в Segue 2 не идёт звездообразование.
Segue 2 находится вблизи края потока Стрельца и на том же расстоянии. Она, возможно, когда-то была спутником Карликовой эллиптической галактики в Стрельце или её звёздным скоплением.

## Изображения
|  |

Гал.долгота 149,4329° 

Гал.широта −38.1352° 

Расстояние 114 000 св. лет